# Schaal Sels 1992
La Schaal Sels 1992, sessantasettesima edizione della corsa, si svolse il 1º settembre 1992 su un percorso con arrivo a Merksem. Fu vinta dal belga Wilfried Peeters della Telekom davanti ai suoi connazionali Danny Daelman e Peter De Clercq.

## Ordine d'arrivo (Top 10)
| Pos. | Corridore        | Squadra                  | Tempo |
| ---- | ---------------- | ------------------------ | ----- |
| 1    | Wilfried Peeters | Telekom                  |       |
| 2    | Danny Daelman    | Buckler                  |       |
| 3    | Peter De Clercq  | Lotto                    |       |
| 4    | Ludwig Willems   | GB-MG Maglificio-Bianchi |       |
| 5    | Patrick Deneut   | Lotto-Mavic-MBK          |       |
| 6    | Bart Leysen      | Lotto-Mavic-MBK          |       |
| 7    | Carl Roes        |                          |       |
| 8    | Kurt Onclin      | Lotto-Mavic-MBK          |       |
| 9    | Guy Geerinckx    |                          |       |
| 10   | Gert Van Brabant |                          |       |